# Comeau C/C++
Comeau C/C++ یک کامپایلر برای C و C++ است که توسط Comeau Computing تولید شده است. Comeau C/C++ زمانی به عنوان سازگارترین کامپایلر C++ با استانداردها توصیف شد.  در سال 2006-2008 به عنوان تنها کامپایلر اصلی C++ توصیف شد که به طور کامل از کلمه کلیدی export برای قالب های صادر شده پشتیبانی می کند.  

## طرح
کامپایلر از چندین گویش هر دو زبان C و C++ پشتیبانی می کند. این نسخه با نسخه خود از کتابخانه استاندارد C++، libcomo ارائه می‌شود که بر اساس کتابخانه استاندارد C++ از Silicon Graphics است، اما می‌تواند با کتابخانه استاندارد C Dinkumware نیز استفاده شود. 
این کامپایلر بر پایه پیشانی Edison Design Group C++ است که در کامپایلر Intel C++ نیز استفاده شده است. Comeau C/C++ به جای تولید مستقیم یک فایل اجرایی، کد C را خروجی می‌کند و برای تولید برنامه نهایی به یک کامپایلر C جداگانه نیاز دارد. Comeau C/C++ می تواند چندین انتهای پشتی را به کار گیرد.  

## رعایت استانداردها
Comeau Computing یکی از اعضای موسس کمیته C++ است. مدیر عامل Comeau Computing، Greg Comeau، یکی از پورت های اولیه cfront را برای رایانه شخصی فراهم کرد.

## توزیع
یک نسخه با عملکرد محدود از کامپایلر، که به شخص امکان کامپایل کد منبع و مشاهده هرگونه پیام خطای حاصل را می دهد، اما برنامه های اجرایی را تولید نمی کند، از وب سایت شرکت در دسترس است.
کامپایلر برای هر دو پلتفرم یونیکس و مایکروسافت ویندوز در دسترس است. Comeau همچنین پورت‌های سفارشی را برای سایر پلتفرم‌ها ارائه می‌کند، البته این به طور قابل‌توجهی گران‌تر از خرید نسخه‌های موجود کامپایلر است.

## وضعیت
کامپایلر در 6 اکتبر 2008 با نسخه 4.3.10.1 بتا 2 به روز شد.
از سپتامبر 2017، نسخه 4.3.10.1 در نسخه بتا باقی مانده است. به نظر می رسد وب سایت شرکت به یک وبلاگ نویس غیر مرتبط فروخته شده است.

## لینک های خارجی
- وبگاه رسمی